# جوزيف ريتشارد ميرفي
جوزيف ريتشارد ميرفي هو سياسي كندي، ولد في 10 سبتمبر 1880 في كندا، وتوفي في 16 أكتوبر 1944 في نفس البلد. حزبياً، نشط في الحزب الليبرالي في نوفا سكوشا ‏.